# Melbourne Victory FC
El Melbourne Victory és un club de futbol d'Austràlia, situat a la ciutat de Melbourne, a l'estat de Victòria (Austràlia). Va ser fundat el 2004 i juga a l'A-League, màxima competició professional del país. El Melbourne Victory és la franquícia de la lliga amb més campionats guanyats d'ençà que la nova lliga va ser creada, guanyant el campionat de l'A-League en tres ocasions.

## Història
Quan la Federació de Futbol d'Austràlia va anunciar el desmantellament de la National Soccer League, el 2003, un consorci d'empresaris va decidir formar una societat que optés a una plaça del nou campionat professional conegut com A-League. L'oferta, encapçalada pel CEO de Belgravia Leisure, Geoff Lord, va aconseguir la franquícia corresponent en el torneig. A diferència d'altres clubs de l'NSL amb arrels basades en la immigració (com el South Melbourne FC per als grecs o el Melbourne Knights per als croats), el Melbourne Victory és considerat com un equip destinat a tota la ciutat. En la seva primera temporada va comptar amb Ernie Merrick com a entrenador, i Archie Thompson o Kevin Muscat com a principals figures.
En la seva primera temporada el Melbourne Victory va acabar en la penúltima posició, amb una campanya irregular. El rendiment va millorar a partir de la temporada 2006-07, any en què es va proclamar campió de la temporada regular gràcies a l'encert golejador d'Archie Thompson, Daniel Allsopp i Fred. En el quadre pel títol van mantenir el bon rendiment i es van fer amb l'A-League en vèncer per 6-0 en el partit de la final a l'Adelaide United FC. I si bé a l'any següent no van poder repetir-ho, la franquícia ja estava consolidada amb la major assistència mitjana al camp (27.728 espectadors per jornada). El 2008-09 van obtenir la seva segona lliga en ser líders de la fase regular i guanyar en l'últim partit a l'Adelaide per 1-0. Però el 2010 no va poder revalidar-ho perquè va perdre la final contra el Sydney FC.
Els èxits del Victory van motivar a la Federació d'Austràlia a permetre una segona franquícia a Melbourne (actual Melbourne City FC) a partir de la temporada 2010-11. Aquest mateix any va ascendir a la presidència Anthony di Pietro. El Victory s'ha mantingut des de llavors com un dels rivals més forts i ha consolidat la seva base d'afeccionats. El 2013 el tècnic Ange Postecoglou va assumir el càrrec de seleccionador d'Austràlia i va ser substituït per Kevin Muscat. Sota el seu comandament, els de Melbourne es van proclamar campions de lliga en la temporada 2014-15.

## Escut i uniforme
Els colors socials i el nom del Melbourne Victory són referències directes a l'estat de Victòria, del qual la ciutat de Melbourne és la capital. A l'escut hi ha una gran "V" blanca sobre fons blau que representa el nom de la regió. Aquesta marca és molt similar a la "V" majúscula que empra la selecció de Victòria de futbol australià des de 1879, encara que també s'assembla a la usada per l'equip francès del Girondins de Bordeus.
De la mateixa manera, la gran "V" està en la samarreta des de la temporada 2007-08. La primera equipació era completament blava marina, però després se li va afegir la gran "V" blanca. L'equipació alternativa canvia els colors d'ordre, però manté la mateixa composició. Des de l'any 2011 el fabricant de la roba és Adidas.
- Uniforme titular: Samarreta blava amb V blanca, pantalons blaus, mitges blaves.
- Uniforme alternatiu: Samarreta blanca amb V blava, pantalons blancs, mitges blanques.

### Evolució de l'uniforme
|  |  |  |  |

## Estadi

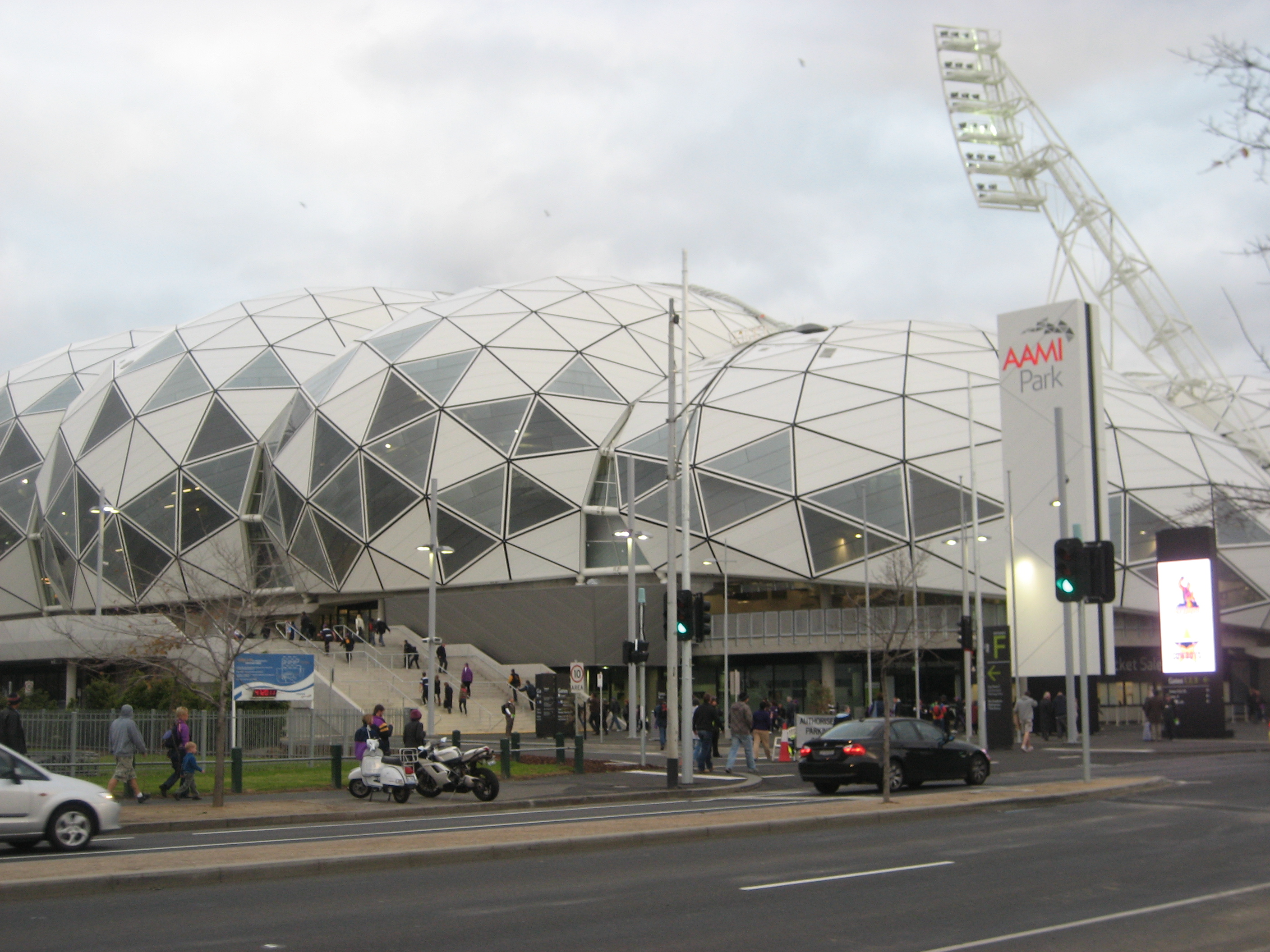
Melbourne Rectangular Stadium.

El Melbourne Victory disputa els seus partits com a local al Melbourne Rectangular Stadium, i també a vegades al Docklands Stadium amb capacitat per a 56.000 espectadors. A més de futbol, és un dels principals camps de joc de futbol australià i acull fins a cinc clubs de l'AFL.
El Melbourne Victory disposa de diversos estadis que utilitza en funció de la capacitat prevista. La majoria dels seus partits els disputa al Melbourne Rectangular Stadium, inaugurat el 2010 i amb capacitat per 30.000 espectadors. Aquest recinte el comparteix amb l'altre club de futbol local (Melbourne City FC) i quan no hi ha temporada és usat per a les lligues de rugbi.
Per als partits d'alt risc o que requereixen més aforament de l'habitual, s'utilitza el Docklands Stadium (53.359 localitats). Si no es pot usar cap dels dos estadis, la tercera opció és el Kardinia Park a Geelong.

## Palmarès
- A-League (3): 2007, 2009, 2015
- FFA Cup (1): 2015
- Copa de Pretemporada (1): 2008-09.
- Subcampió de l'A-League (1): 2010